# 25555 Ratnavarma
25555 Ratnavarma (tên chỉ định: 1999 XJ169) là một tiểu hành tinh vành đai chính. Nó được phát hiện bởi dự án Nghiên cứu tiểu hành tinh gần Trái Đất Lincoln ở Socorro, New Mexico, ngày 10 tháng 12 năm 1999. Nó được đặt theo tên Ratna Varma, a Canadian high school student whose medicine và health sciences project won second place ở the 2009 Giải thưởng Khoa học và Kỹ thuật Intel.